# Remora brachyptera
Remora brachyptera е вид лъчеперка от семейство Echeneidae.

## Разпространение
Видът е разпространен в Австралия, Барбадос, Бахамски острови, Белиз, Бермудски острови, Бразилия, Гвиана, Доминика, Доминиканска република, Еквадор (Галапагоски острови), Кабо Верде, Канада, Китай, Колумбия, Коста Рика, Куба, Мозамбик, Намибия, Никарагуа, Нова Зеландия, Панама, Перу, Провинции в КНР, Пуерто Рико, Реюнион, Сао Томе и Принсипи, САЩ (Делауеър, Джорджия, Западна Вирджиния, Кънектикът, Луизиана, Масачузетс, Мейн, Мериленд, Мисисипи, Ню Джърси, Ню Йорк, Пенсилвания, Род Айлънд, Северна Каролина, Флорида и Южна Каролина), Сейнт Китс и Невис, Сейнт Лусия, Тайван, Тринидад и Тобаго, Френска Гвиана, Хаити, Хондурас, Чили (Хуан Фернандес), Южна Африка и Япония.